# Laetmonice dubiosa
Laetmonice dubiosa är en ringmaskart som beskrevs av Horst 1916. Laetmonice dubiosa ingår i släktet Laetmonice och familjen Aphroditidae. Inga underarter finns listade i Catalogue of Life.